# Austroicetes interioris
Austroicetes interioris är en insektsart som beskrevs av White, M.J.D. och Kenneth Hedley Lewis Key 1957. Austroicetes interioris ingår i släktet Austroicetes och familjen gräshoppor. Inga underarter finns listade i Catalogue of Life.